# Marie-Pierre Macia
Marie-Pierre Macia est une productrice de cinéma française. 

## Biographie
Marie-Pierre Macia travaille à la Cinémathèque française avant de partir aux États-Unis où elle dirige la programmation du Festival de San Francisco pendant dix ans. Par la suite, elle est la directrice de la Quinzaine des réalisateurs du festival de Cannes où elle fait découvrir les premiers films de réalisateurs tels que Mahamat-Saleh Haroun, Sofia Coppola, Carlos Reygadas, Elia Suleiman entre autres, et aussi la nouvelle vague roumaine en présentant les premiers films de Cristi Puiu et Cristian Mungiu. 
Elle a aussi créé le Festival Paris Cinéma.
En 2007, elle fonde avec Juliette Lepoutre la société de production MPM Film (Movie Partners in Motion) et produit Picnic du Roumain Adrian Sitaru, en 2009 Port of Memory du Palestinien Kamal Aljafari. MPM Film est responsable de la post production du dernier film de Béla Tarr, Le Cheval de Turin. Elle développe également le premier long métrage du Palestinien Ihab Jadallah, Dead Sea (La Mer morte).
Marie-Pierre Macia dirige le marché Agora et le forum de coproduction Crossroads du Festival international du film de Thessalonique. Elle est en outre la responsable de SANAD, le nouveau fonds d’aide au développement et à la post-production du Festival d’Abu Dhabi.